# Stardom
Pour plus de détails, voir Fiche technique et Distribution.
Stardom, ou Stardom, le culte de la célébrité au Québec, est un film canadien de 2000 écrit par J. Jacob Potashnik et Denys Arcand et réalisé par Denys Arcand avec notamment les acteurs Jessica Paré et Dan Aykroyd.
Le film a été projeté hors compétition au Festival de Cannes 2000.

## Synopsis
Le film raconte l'histoire d'une jeune fille qui essaie de faire face à sa célébrité après sa découverte par une agence de mannequin.

## Fiche technique
Source : IMDb, sauf mention contraire
- Réalisateur : Denys Arcand
- Scénariste : Denys Arcand et Jacob Potashnik
- Producteurs : Robert Lantos, Philippe Carcassonne
- Musique du film : François Dompierre
- Directeur de la photographie : Guy Dufaux
- Montage : Isabelle Dedieu
- Distribution des rôles : Deirdre Bowen, Lucie Robitaille
- Création des décors : Zoe Sakellaropoulo
- Direction artistique : Jean Morin
- Décorateur de plateau : Josée Arsenault, Louise Pilon
- Création des costumes : Michel Robidas
- Coordinateur des cascades : Stéphane Lefebvre
- Format :  Couleur - 1,85:1 - 35 mm - Son Dolby Digital
- Pays d'origine : France
- Genre :  Comédie dramatique
- Durée : 100 minutes
- Date de sortie :	
  -  France : 20 novembre 2000

## Distribution partielle
Légende : Version Québécoise = VQ
- Jessica Paré (VQ : elle-même) : Tina Menzhal
- Victoria Snow (VQ : Danièle Panneton) : Mère de Tina
- Jessica Mackenzie (VQ : Sophie Léger) : Sœur de Tina
- Macha Grenon (VQ : elle-même) : Directrice de l'agence de mannequins
- Joanne Vannicola (VQ : Linda Roy) : Rosie
- Charles Berling (VQ : lui-même) : Philippe Gascon
- Sophie Lorain (VQ : elle-même) : Michelle
- Dan Aykroyd (VQ : Mario Desmarais) : Barry Levine
- Gregory Calpakis (VQ : Luis de Cespedes) : Steve Bourque
- Patrick Huard (VQ : lui-même) : Animateur de talk-show
- Maggie Steed (VQ : Élizabeth Chouvalidzé) : Prudence
- Paul Reynolds (VQ : Daniel Lesourd) : Nigel Pope
- Camilla Rutherford (VQ : Anne Dorval) : Toni
- Robert Lepage (VQ : lui-même) : Bruce Taylor
- Lisa Bronwyn Moore (VQ : Natalie Hamel-Roy) : Dr Claire
- Thomas Gibson (VQ : Daniel Picard) : Renny Ohayon
- Frank Langella (VQ : Vincent Davy) : Blaine De Castillon
- Chantal Baril (VQ : elle-même) : Suzy (non-créditée)
- Patrick Poivre d'Arvor: lui-même

La liste complète de la distribution du film sur IMDB.